# Raymond Schwab (Fußballtrainer)
Raymond Schwab (* 11. November 1906; † unbekannt) war ein deutscher Fußballspieler und -trainer. Außerdem war er als Artist und Berufsboxer aktiv.
Schwab trainierte unter anderem den TuS Helene Essen von 1939 bis 1941. In dieser Zeit stieg er mit dem Verein in die erstklassige Gauliga Niederrhein auf und belegte mit seinem Team direkt den ersten Platz, der dem Verein die Teilnahme an der Endrunde zur Deutschen Meisterschaft sicherte. Rot-Weiss Essen trainierte er von 1947 bis 1949 und erneut von 1957 bis 1959. 1951 führte er Bayer 04 Leverkusen als Meister der 2. Liga West in die Oberliga. Gleiches gelang ihm 1955 mit dem Wuppertaler SV, den er von 1954 bis 1956 trainierte.
Während seiner Trainertätigkeit begann Schwab, Nachwuchsspieler zwischen Vereinen zu vermitteln. In diesem Zusammenhang kam es 1964 zu einer Ermittlung durch den Deutschen Fußball-Bund und zu einer Strafanzeige, da der Verdacht des gewerbsmäßigen Betrugs sowie unlauteren Wettbewerbs im Raum stand.
Er profitierte finanziell auch daran, dass er die Pittsburgh Phantoms für die außerhalb der Regelungen der FIFA operierende National Professional Soccer League der USA, die 1967 ihren Spielbetrieb aufnahm und 1968 in der North American Soccer League aufging, mit zahlreichen Spielern aus Deutschland und den Niederlanden wie Heribert Finken, Manfred Rummel und Co Prins ausstaffierte.